# Municipio de Tabasco
El municipio de Tabasco es uno de los 58 municipios del estado mexicano de Zacatecas. Su cabecera es la localidad de Tabasco. Limita al norte con el municipio de Villanueva al oeste con El Plateado de Joaquín Amaro al sur con Huanusco y al este con el estado de Aguascalientes.

## Toponimia
Tabasco significa tierra húmeda, el cual es un sustantivo derivado de otro que procede de la lengua náhuatl y que es Metahuasco que deformado a su vez en su pronunciación a raíz de la conquista se lee como Mecatabasco. Por ello Tabasco debió de fundarse ya de manera oficial y con la mano del español entre el año 1543 a 1550, pero no es sino hasta el año 1583 cuando se le comienza a dar personalidad jurídica llamándole Santa María de Mecatabasco.

## Geografía
Tiene una extensión territorial de 395 km² (0.52% de la superficie del estado). El municipio se encuentra a 128 km de la capital del estado. 
El municipio tiene un clima semiseco con precipitaciones de 510 mm anuales, presentándose mayormente entre los meses de marzo a septiembre. También en el mismo lapso de tiempo es cuando se registran temperaturas más elevadas, siendo en promedio las más altas de 32 °C.

### Municipios adyacentes
- Municipio de Villanueva (norte)
- Municipio de Calvillo, Ags. (este)
- Municipio de Huanusco (sur)
- Municipio de El Plateado de Joaquín Amaro (oeste)

### Carreteras principales
- Carretera Federal 54

## Comunidades y su población en 2020
| Agua Blanca (191)                | Aguacate de Abajo (340)             | Aguacate de Arriba (100)   | Cerrito de Momax (31)        | Ciénega de Abajo (284)       |
| Ciénega de Arriba (282)          | Cofradía (43)                       | Cruz Verde (192)           | Cóyoque (175)                | El Carril (6)                |
| El Carrizo (sin información)     | El Chique (2,415)                   | El Jaralillo (243)         | El Ranchito (82)             | El Roble (5)                 |
| El Rodeo (66)                    | El Salto (60)                       | Estayuca (sin información) | Huiscolco (652)              |                              |
| Junta de los Ríos                | La Cantera (44)                     | La Cruz (5)                | La Estancia (16)             | La Trilla (5)                |
| Los Encinos (62)                 | Los Leandro (62)                    | Los Sabinos (107)          | Pedro Raygoza (Los Sauces)   | Remudadero de Arriba (60)    |
| San Antonio (despoblado en 2020) | San Francisco (118)                 | San José (sin información) | San José de Cosalimita (347) | San Luis de Cústique (1,041) |
| Santa Rosa (251)                 | Tabasco (cabecera municipal)(8,092) | Tenanguillo (418)          | Tierra Blanca (196)          | Varal de Abajo (43)          |
| Varal de Arriba (8)              | La barranca (73)                    |                            |                              |                              |

## Escudo
En el mismo se encuentra plasmado en su parte superior izquierdo el edificio de la Presidencia Municipal, y en la parte superior derecha el edificio de la Iglesia católica, de Nuestra señora del Refugio; asimismo, en la parte inferior se encuentran representados de izquierda a derecha unas frutas de guayabas, fruto representativo y natural de la región que da fuente de trabajo e ingresos a la familia, también una cabeza de vaca en representación de la actividad ganadera que se desarrolla en el municipio; al centro se encuentra plasmado la vertiente de la presa de El Chique, fuente principal abastecedora de la zona de riego en el municipio y en algunos otros municipios aledaños; a la derecha el símbolo de una fábrica que representa al sector industrial que ha tenido un gran desarrollo del Municipio de Tabasco; en el centro, nuestra madre tierra asurcada y regada por la presa que se encuentra en la parte superior; así mismo en la parte inferior dos manos que se enlazan en un saludo de bienvenida y mutua colaboración, entre todas las personas sin distingo de sexo, raza o condición social.

## Historia
Tabasco, se erigió constitucionalmente en 1824, fecha en que también lo hizo el municipio de Jalpa; anteriormente Tabasco pertenecía a la Jurisdicción de Juchipila.
El 3 de febrero de 1832 se le concedió el título de «Villa del Refugio» por decreto del Congreso del Estado. Anteriormente se le había denominado Ameca, Villa del Refugio, Villa García de la Cadena y en 1938 se le nombró Tabasco.
Los servicios que la Presidencia Municipal ofrecía a la ciudadanía eran prestados en la hoy casa de la señora Lucita Martínez, ubicada en la calle González Ortega y fue en el año de 1896, durante la administración de José María Sandoval cuando se inició la construcción de este lugar.
La historia menciona que después de que empezaron a funcionar las presidencias Municipales hubo varias interrupciones administrativas como fue la originada por la Revolución Mexicana que abarcó los años de 1911 a 1916 también en la época de la Contrarrevolución Cristera, que comprendió los años de 1916 hasta 1929. Se cree que en este tiempo no hubo administración, ya que en el Departamento del Estado no se encuentran libros relacionados con este

### Antecedentes prehispánicos
En el año 1520 esta región donde se encuentra Tabasco, estuvo habitada por grupos seminómadas que comían raíces, frutas silvestres, además cazaban venados, liebres y aves. Este municipio perteneció a la Gran Caxcana, siendo poblada esta región por un grupo chichimeca llamada los caxcanes, existen vestigios de grupos sedentarios indígenas, se han encontrado hachas de piedra, puntas de flecha de obsidiana y pedernal, huilanches y figuras de barro cocido.

### Antecedentes coloniales
Después de consumada la conquista de Tenochtitlán, Hernán Cortés envió a varios de sus lugartenientes a explorar el territorio donde se encuentra este municipio, fue Nuño Beltrán de Guzmán quien emprendió la exploración y conquista en 1529. Posteriormente ante los excesivos tributos que les exigían los colonizadores los caxcanes se sublevaron refugiándose en el cerro del mixtón y es hasta el año de 1542 cuando llegan los sacerdotes Miguel de Bolonia y Antonio de Segovia e invitan a los indígenas a través de intérpretes a descender de las sierras a las partes planas y comienzan a fincar sus viviendas, es porque con la influencia de los españoles en 1583 se le comienza a dar personalidad jurídica al municipio llamándole Santa María de Mecatabasco, jurisdicción de Juchipila, reino de la Nueva Galicia.
El Capitán Miguel Caldera llamado el Capitán mestizo, dejó un testamento al morir en 1593, y en el que hacía alusión a viejos conflictos que tenían los indios de Tabasco con los huachichiles. El 14 de julio de 1600 con la muerte de los sacerdotes Miguel de Bolonia y Antonio de Segovia, llega el clérigo secular Cura Beneficiado de Jalpa Joseph de Figueroa.
En 1612 ante el señor cura beneficiado de Jalpa, se hizo la elección de nuevos dirigentes de la cofradía, siendo electos los indios Mateo para Prieste y Fabián Sebastián para Mayordomo. Para el año de 1673, Tabasco era ya un pueblo de relativa importancia y contaba con una iglesia dotada de todo lo necesario, para beneficio de su feligresía. En 1794 por un informe solicitado por el señor gobernador se observa que en los libros de registro de las cofradías que existían en la parroquia de Tabasco había una clara división de clases sociales durante la época de la colonia.

### SigloXIX
Después de consumarse el movimiento de Independencia el 16 de septiembre de 1810, en el municipio gobernaba el intendente Francisco Rendón, por lo que trató de salir del pueblo, siendo aprehendido por el jefe insurgente Daniel Camarena y el padre Calvillo.
Para el mes de mayo de 1811 pasaron por Tabasco los realistas, dejando una estela de sangre, terror y espanto entre la población. Al terminar la guerra de Independencia, se ordenó hacer la jura de Independencia en todos los pueblos del Estado de Zacatecas y en Tabasco tuvo lugar este acontecimiento el 14 de julio. Tabasco se erigió constitucionalmente en el año 1824 y a partir de esa fecha paso a conformar junto con Jalpa el partido de Villanueva.
Existe un documento en el archivo del Obispado de Guadalajara de fecha 30 de junio de 1831, conteniendo el informe lo siguiente: El curato de Tabasco tiene los mismos límites que la municipalidad, linda por el oriente con la Villa de Calvillo, por el poniente con la de Tlaltenango y Colotlán por el sur con el pueblo de Jalpa y por el norte con Villanueva. Sus dimensiones son por el oriente una legua, por el poniente nueve; por el sur cuatro y por el norte cinco. Su población es de 8645 habitantes repartidos en dos pueblos, una hacienda y cincuenta ranchos, esta parroquia para cubrir los gastos del curato no tenía otros capitales más que los cobros de aranceles y entierros. De acuerdo con esto, se puede ver que el municipio de Tabasco comprendía Huanusco, Tabasco y Joaquín amaro. Asimismo, se puede ver también información sobre cuatro cofradías que daban vida a este curato.
En el año de 1835, la Legislatura del estado, por decreto, le dio el título de Villa del Refugio a lo que antes fue Metahuasco en idioma náhuatl y Mecatabasco ya castellanizado. La cabecera municipal contaba con 1800 habitantes, contando con cinco haciendas. En 1893, por iniciativa de José María Sandoval Martínez, se comenzó a construir la presidencia municipal y se inauguró el 16 de septiembre de 1896.

### SigloXX
En el año de 1938, por decreto Número 86 emitido por el H. Congreso del Estado, se cambia el nombre de Villa García de la Cadena por el de Tabasco.

## Política

### Presidentes municipales
| Presidente municipal | Presidente municipal         | Periodo   | Partido | Elección |
| -------------------- | ---------------------------- | --------- | ------- | -------- |
|                      | Joaquín Martínez             | 1944      |         |          |
|                      | Salvador Sánchez             | 1945      |         |          |
|                      | Sebastián R. Uribe           | 1946      |         |          |
|                      | Ignacio López De Nava        | 1947-1948 |         |          |
|                      | Antonio Ávila                | 1950      |         |          |
|                      | Anastasio Rodríguez          | 1951-1952 |         |          |
|                      | Manuel Ávila                 | 1953-1955 |         |          |
|                      | Heriberto Martínez Lara      | 1956-1958 |         |          |
|                      | Arnulfo Ruiz Cobarrubias     | 1959-1961 |         |          |
|                      | Baudelio Sandoval            | 1962-1964 |         |          |
|                      | Jesús Verdoza López          | 1965-1967 |         |          |
|                      | José Saldaña Ávila           | 1968-1970 |         |          |
|                      | José Sandoval Martínez       | 1971-1973 |         |          |
|                      | Javier Camacho Ávila         | 1974-1976 |         |          |
|                      | Jesús Rodríguez García       | 1977-1979 |         |          |
|                      | Miguel Escobedo Arroyo       | 1980-1982 |         |          |
|                      | Jaime Gladín Ortega          | 1983-1985 |         |          |
|                      | Jesús Rodríguez García       | 1986-1988 |         |          |
|                      | Elías Barajas Romo           | 1988-1992 |         |          |
|                      | Jaime Limón Pérez            | 1992-1995 |         | 1992     |
|                      | Edmundo Ruvira Saldaña       | 1995-1998 |         | 1995     |
|                      | Federico Bernal Frausto      | 1998-2001 |         | 1998     |
|                      | Juan Carlos Lozano Martínez  | 2001-2004 |         | 2001     |
|                      | Luis Humberto Medina Jiménez | 2004-2007 |         | 2004     |
|                      | Sergio Arturo Camacho Lara   | 2007-2010 |         | 2007     |
|                      | Ernesto Silva Esqueda        | 2010-2013 |         | 2010     |
|                      | Tereso Guerrero Martínez     | 2013-2016 |         | 2013     |
|                      | David Saúl Avelar            | 2016-2018 |         | 2016     |
| 2018-2021            | David Saúl Avelar            | 2018      |         |          |
|                      | Gilberto Martínez Robles     | 2021-2024 |         | 2021     |
|                      | Carlos Fabián Vera Loera     | 2024-2027 |         | 2024     |

## Personas ilustres
- Miguel Caldera (1548-1597). Pacificador de la región chichimeca. Primer mestizo mexicano de importancia histórica y fundador del actual estado mexicano de San Luis Potosí como la ciudad de Zacatecas.
- José Trinidad García de la Cadena (1818-1886). General, licenciado en Derecho y gobernador del Estado.
- Manuel Ávila Medina (-1914). Líder revolucionario (maderista) en el sur de Zacatecas. Se levantó en armas el 1 de marzo de 1911 con otros revolucionarios oriundos de Tenanguillo, Cruz Verde y la cabecera municipal.
- Mauricio Magdaleno (1906-1985). Escritor consagrado al género de la novela.

### Liberales antirreeleccionistas
Profesora María Rodríguez Murillo (-1935). 
Profesora, destacada y muy querida por el pueblo por sus enseñanzas. Murió a manos de los cristeros. Posteriormente se le reconoce su trayectoria construyendo un monumento en su honor.

## Economía
Se practica la agricultura de temporada y la ganadería. Se cultiva maíz, avena, cebada, papa, chile, tomate y frijol, pero, principalmente, la guayaba y el tomate, que se llevan otros estados de la república; con la guayaba se hacen productos como mermeladas, dulces y ate de guayaba.
Se practica la pesca en las diferentes presas, pero principalmente en la presa del Chique, que es la más grande del estado de Zacatecas, con una capacidad de 65 000 000 000 de metros cúbicos, y de donde se obtienen pescados como la carpa, la lobina y la sardina, entre otros.
La principal fuente de empleo son las fábricas de dulces y las de pólvora. El comercio es muy variado: el principal intercambio comercial de Tabasco se da con el municipio de Jalpa y con el municipio de Calvillo, Aguascalientes.
En el último año se ha abierto una oportunidad de turismo, debido a la inauguración de «El Cristo de la Paz» en el Cerrito de la Fe el 9 de abril de 2023, siendo la estatua más grande de América Latina con 31 metros o 102 pies. Es más grande que «El Cristo Redentor» sino contamos el pedestal.